# 매디 해슨
매디 해슨(Maddie Hasson, 1995년 1월 4일 ~ )은 미국의 배우이다.

## 출연 작품
- 말리그넌트 - 시드니 역